# Ajn ad-Dananir
Ajn ad-Dananir (arab. عين الدنانير) – miejscowość w Syrii, w muhafazie Hims. W 2004 roku liczyła 2582 mieszkańców.